# 天心聖教
天心聖教（てんしんせいきょう）は、1951年（昭和26年）に立教された神道系新宗教。

## 沿革
1896年（明治29年）、埼玉県北埼玉郡大越村（現・加須市大越）に、教祖・島田晴一（しまだせいいち）が生まれる。
東京・深川にて商売人として身を立てるが、1920年（大正9年）の物価大暴落や、1923年（大正12年）の関東大震災で苦境に陥り、以降10年以上に渡り貧乏生活を送りながら、米雑穀肥料界でブローカーとして働いていたが、その頃から神示が下るようになる。
1935年（昭和10年）に同業者・佐藤安孝の神懸りを通じて「大豆相場の高騰の予言、誕生日（2月11日）に祭事を行うことの命令」の神示が下り、その予言が当たって大金を手にする。以降、信仰仲間との小規模な集会が繰り返される。
戦時中の郷里・大越への疎開を経て、1948年（昭和23年）に東京・駕籠町（現・文京区本駒込）に転居、翌1949年（昭和24年）に客間に神殿を造り、戦前の信仰仲間も訪ねてくるようになって集会が再会される。そして心身の病気治癒が評判となり、毎月11日の定会に大勢集まるようになる。
1951年（昭和26年）1月、教祖・島田晴一が55歳の時に、「身命をかけて宗教改革に当たる」よう神示が下り、宗教家としての決意を固める。これが立教とされる。
1960年（昭和35年）、竹中工務店に発注した2代目の新聖堂が竣工する。
2006年（平成18年）、竹中工務店に発注した3代目の新聖堂が竣工する。
2017年（平成29年）、竹中工務店に発注した函館礼拝堂が竣工し、2018年度（平成30年度）の日事連建築賞にて、日事連会長賞を受賞する。

## 祭神
- 天心大霊神（てんしんおおみかみ）

## 施設・組織
聖地
- 聖地大越（埼玉県加須市大越(おおごえ)2439）

聖堂
- 本部聖堂（東京都文京区本駒込6-10-21）
- 長崎聖堂（長崎県長崎市女の都(めのと)3-5-16）

教会
- 沼津教会（静岡県沼津市下香貫(しもかぬき)林ノ下2068）
- 大阪教会（大阪府大阪市阿倍野区長池町10-6）
- 諫早教会（長崎県諌早市福田町46-32）

礼拝堂
- 札幌礼拝堂（北海道北広島市虹ヶ丘8-2-1）
- 函館礼拝堂（北海道函館市東山1-15-1）
- 仙台礼拝堂（宮城県仙台市青葉区栗生(くりゅう)6-2-1）
- 山形礼拝堂（山形県天童市東久野本(ひがしくのもと)3-3-38）
- 伊勢礼拝堂（三重県いなべ市大安町石榑東(いしぐれひがし)1860-5）
- 四国礼拝堂（香川県東かがわ市水主(みずし)2067-31）
- 今治礼拝堂（愛媛県今治市桜井2-6-4）
- 大分礼拝堂（大分県大分市中鶴崎2-6-19）

## 祭事
- 元旦祭（1月1日）
- 節分祭（2月立春の前日）
- 大祭（2月11日）
- 春季合同御霊祭（3月中）
- 開教記念祭（5月11日）
- 秋季合同御霊祭（9月中）

毎月
- 感謝祭（毎月1日）
- 例祭（毎月11日）
- 御霊祭（毎月21日）